# Chelator chelatus
Chelator chelatus är en kräftdjursart som först beskrevs av Knud Hensch Stephensen 1915.  Chelator chelatus ingår i släktet Chelator och familjen Desmosomatidae. Inga underarter finns listade i Catalogue of Life.